# Иларион (Руварац)
Архимандрит Иларион (серб. Иларион Руварац, в миру Йован Руравац; 1 сентября 1832, Сремски-Карловци — 8 августа 1905, монастырь Гргетег) — священнослужитель Сербской православной церкви, архимандрит; сербский историк-медиевист.

## Биография
В 1856 году окончил юридический факультет Венского университета и в 1859 году духовную семинарию в Сремских Карловцах (1859). Преподавал в гимназии.
В 1861 году принял монашеский постриг.
С 1872 года трудился профессором духовной семинарии в Сремских Карловцах, а с 1875 по 1882 году был её ректором.
В 1874 году был возведён в сан архимандрита.
Является основоположником научно-критической школы в сербской историографии. Разрабатывал отдельные вопросы церковной и политической истории балканского средневековья, опроверг некоторые спорные и легендарные гипотезы.